# Night Crossing
Night Crossing is een Amerikaanse dramafilm uit 1982 onder regie van Delbert Mann. De film is gebaseerd op een waargebeurd verhaal uit 1979 waarbij twee gezinnen in een zelfgemaakte luchtballon van Oost-Duitsland naar West-Duitsland vluchtten. Het was de laatste bioscoopfilm die Mann regisseerde.

## Verhaal
Waargebeurd verhaal over twee mannen die plannen maken om met hun gezinnen te ontsnappen uit communistisch Oost-Duitsland in een zelfgemaakte heteluchtballon.

## Rolverdeling
| Acteur           | Personage         |
| ---------------- | ----------------- |
| John Hurt        | Peter Strelzyk    |
| Doug McKeon      | Frank Strelzyk    |
| Keith McKeon     | Fitscher Strelzyk |
| Beau Bridges     | Günther Wetzel    |
| Jane Alexander   | Doris Strelzyk    |
| Glynnis O'Connor | Petra Wetzel      |
| Klaus Löwitsch   | Schmolk           |
| Geoffrey Liesik  | Peter Wetzel      |
| Michael Liesik   | Andreas Wetzel    |
| Ian Bannen       | Josef Keller      |
| Anne Stallybrass | Magda Keller      |
| Matthew Taylor   | Lukas Keller      |
| Günther Meisner  | Koerner           |
| Sky Dumont       | Ziegler           |
| Jan Niklas       | Fehler            |
| Kay Walsh        | Moeder van Doris  |